# Júlia Agostinho Celeste
Júlia Agostinho Celeste é uma professora e política angolana. Filiada ao Movimento Popular de Libertação de Angola (MPLA), é deputada de Angola pela província de Huíla desde 28 de setembro de 2017.
Celeste é professora por profissão. Trabalhou em posições na Organização da Mulher Angolana (OMA) na Huíla, sendo sua secretária provincial adjunta e secretária executiva.